# Шри Ланка на Светском првенству у атлетици на отвореном 2017.
Шри Ланка је учествовала на Светском првенству у атлетици на отвореном 2017. одржаном у Лондону од 4. до 13. августа четрнаести пут. Репрезентацију Шри Ланке су представљала 4 такмичара (2 мушкарца и 2 жене) који су такмичили у 4 дисциплине (2 мушке и 2 женске).
На овом првенству такмичари Шри Ланке нису освојили ниједну медаљу нити су остварили неки резултат. 

## Учесници
| Мушкарци: - Anuradha Indrajith Cooray — Маратон - Waruna Rankoth Pedige — Бацање копља | Жене: - Nimali W. K. L. Arachchige — 800 м - Хируни Кесара Вијаваратне — Маратон |  |

## Резултати

### Мушкарци
| Атлетичар                 | Дисциплина   | Лични рекорд | Квалификације | Квалификације | Полуфинале | Полуфинале | Финале               | Финале            | Детаљи |
| Атлетичар                 | Дисциплина   | Лични рекорд | Резултат      | Место         | Резултат   | Место      | Резултат             | Место             | Детаљи |
| ------------------------- | ------------ | ------------ | ------------- | ------------- | ---------- | ---------- | -------------------- | ----------------- | ------ |
| Anuradha Indrajith Cooray | Маратон      | 2:13:47 НР   |               |               |            |            | Није завршио трку    | Није завршио трку |        |
| Waruna Rankoth Pedige     | Бацање копља | 82,19        | 73,16         | 16. у гр. Б   |            |            | Није се квалификовао | 31 / 31 (32)      |        |

### Жене
| Атлетичарка                | Дисциплина | Лични рекорд | Квалификације | Квалификације | Полуфинале            | Полуфинале            | Финале                | Финале             | Детаљи                                   |
| Атлетичарка                | Дисциплина | Лични рекорд | Резултат      | Место         | Резултат              | Место                 | Резултат              | Место              | Детаљи                                   |
| -------------------------- | ---------- | ------------ | ------------- | ------------- | --------------------- | --------------------- | --------------------- | ------------------ | ---------------------------------------- |
| Nimali W. K. L. Arachchige | 800 м      | 2:02,58      | 2:08,49       | 8. у гр. 2    | Није се квалификовала | Није се квалификовала | Није се квалификовала | 43 / 45 (47)       |                                          |
| Хируни Кесара Вијаваратне  | Маратон    | 2:43:31      |               |               |                       |                       | Није завршила трку    | Није завршила трку | Архивирано на веб-сајту (4. август 2018) |